# Песяшко бронзово селище
Песяшкото бронзово селище (на албански: Vendbanimi i Pesjakës) е праисторическо селище край дебърското село Песяки, Албания.
Селището е разкрито на хълма на края на селото, на надморска височина от 789 m. Обитавано е през бронзовата епоха.
По време на разкопките, извършени през 1991 година, са открити голям брой фрагменти от керамични съдове, особено в слоевете от късната бронзова епоха. При анализа на находките е установено, че макар глинените съдове да стават по-типологично по-разнообразни в края на бронзовата епоха, декоративните елементи показват приемственост, което се интерпретира като знак и за етнокултурна приемственост на населението от бронзовата епоха.
Селището е важно и защото е в пресечната точка на 3 археологически култури: въпреки че е най-силно свързано с Южноалбанската култура, технологиите показват влияние и от Егейската цивилизация и от Цетинската култура.